# Troglophilus ovuliformis
Troglophilus ovuliformis är en insektsart som beskrevs av Heinrich Hugo Karny 1907. Troglophilus ovuliformis ingår i släktet Troglophilus och familjen grottvårtbitare. Inga underarter finns listade i Catalogue of Life.